# Вікаріат УПЦ КП в США і Канаді
Вікарія́т Украї́нської правосла́вної Це́ркви Ки́ївського Патріярха́ту в США і Кана́ді - структура, заснована 2002 року постановою Священного Синоду УПЦ-КП після візитів до США Патріарха УПЦ КП Філарета.
20 травня 2002 року єпископ Бориспільський Степан призначається керуючим Українського православного вікаріату УПЦ Київського патріархату в США і Канаді, помер 10 листопада 2006 р.
13 грудня 2006 року  єпископ Бориспільський Паїсій (Дмоховський) призначається, керуючим вікаріатом УПЦ Київського Патріархату в США і Канаді. Взяв участь у хіротонії предстоятеля Білоруської автокефальної православної церкви Святослава Логіна, після чого відправлений на спокій 13 травня 2008 р.
Найбільшого розквіту вікаріат досягнув у 2008-2009 роках, коли ним став керувати секретар Вікаріату Патріарших Парафій в США протоієрей Віктор Полярний.
До вікаріату, станом на 2009 рік, належав і настоятель Андріївського собору в м. Детройт (штат Мічіган) - єпископ Олександр (Биковець), а також місіонерська парафія св. апостола Юди в м. Токіо під керівництвом священика Павла Королюка.
Нині налічує, за різними даними, від 6 до 15 парафій, які перейшли до УПЦ КП переважно з УПЦ США (Константинопольского Патріархату) наприкінці 1990-х років, що досі спричиняє непорозуміння і судові процеси між ними.
30 липня 2019 року в місті Нюварку, штат Нью-Джерсі (США), відбулася офіційна зустріч митрополита Еммануїла, представника Вселенського патріарха Варфоломія, архієпископа Євстратія, представника Православної Церкви України, з членами Вікаріату колишньої УПЦ КП в США та Канаді – прот. Віктором Полярним, прот. Олександром Двінятіним, прот. Романом Загурським, Віктором Рудь, Іваном Яреськом та Петром Палюхом.
02.02.2021 Патріарх Київський і всієї Руси-України Філарет своїм Указом №2 від 2 лютого 2021 року звільнив протоієрея Віктора Полярного з посади секретаря Вікаріату Української Православної Церкви Київського Патріархату в США та Канаді.
“У зв’язку з виходом зі складу Української Православної Церкви Київського Патріархату, настоятель церкви Святого Андрія Первозванного в місті 
Блумінг-дейл штату Іллінойс у Сполучених Штатах Америки протоієрей Віктор Полярний звільняється з посади секретаря Вікаріату Української Православної Церкви Київського Патріархату в США та Канаді” – повідомляється в Указі Предстоятеля УПЦ Київського Патріархату.
Новим секретарем Вікаріату Української Православної Церкви Київського Патріархату в США та Канаді призначено протоієрея Богдана Згобу від 13 грудня 2021 р. єпископ Філадельфійський.
21 лютого 2021 року відбулися загальні збори Вікаріату Української Православної Церкви Київського Патріархату в США та Канаді під керівництвом Святійшого Патріарха Київського і всієї Руси-України Філарета.
До участі у зборах, які проходили у форматі відео-конференції на платформі ZOOM, долучилися секретар Вікаріату в США та Канаді протоієрей Богдан Згоба, священнослужителі Вікаріату: архімандрит Питирим (Черватюк), протоієрей Віктор Забродський, протоієрей Володимир Ханас, протоієрей Олексій Качарай, протоієрей Василь Шайда, протоієрей Стефан Макайнес, ієрей Джозеф Гавлік. З поважних причин не були присутні протоієрей Олексій Касперук, протоієрей Петро Акружну, протоієрей Михайло Цюпа, протоієрей Петро Мазепа. Також, через секретаря Вікаріату, передали по телефону свою пошану Святійшому Патріарху голови Управ: Володимир Долбин, Ірина Мексвілд, матушка Роксолана Посаківська, Світлана Немирофф та інші вірні з різних частин США та Канади. У роботі зборів також взяли участь представники вірян – Сестринство представляла Варвара Лаціос, директор недільної школи Джуді Ганей, від молоді – Юлія Кіткайло та Андрій Вітмер, секретар зборів – Франко Борріелло та скарбник Еллен Ганавін.
Звертаючись до духовенства та пастви на американському континенті, Святійший Патріарх Філарет закликав усіх вірних Київського Патріархату зберігати єдність з Київським патріаршим престолом. Адже саме патріархальний статус, який став екзистенцією існування незалежної Української держави, дозволяє опікуватися численною українською паствою в діаспорі.
24.02.2021 Святійший Патріарх Київський і всієї Руси-України Філарет, як правлячий архієрей Вікаріату УПЦ Київського Патріархату в США та Канаді, благословив надати статус кафедрального собору церкві святого Миколая Чудотворця у місті Філадельфія у Сполучених Штатах Америки. Про це Предстоятель УПЦ Київського Патріархату підписав відповідний Указ.

## Парафії
кафедральний собор святителя Миколая м. Філадельфія настоятель єпископ Філадельфійський Лука (Згоба), клірики: митр. прот. Олексій Качарай, диякон Ігор Яворський. 
парафія святителя Миколая м. Чикаго настоятель митр. прот. Борис Забродський, клірик: диякон Володимир Окілко.
парафія Покрови Пресвятої Богородиці м. Бруклін настоятель ігумен Володимр (Згоба).
парафія св. ап. і євангелиста Луки м. Філадельфія настоятель митр. прот. Володимир Стеблина.
парафія св. ап. Андрія Першозванного м. Черчвілл настоятель митр. прот. Зиновій Терлецький.

## Джерело
- Журнал «Патріархат», № 1 (398) 2007